# Juraj Baláž
Juraj Baláž (* 12. června 1980, Nitra, Československo) je slovenský fotbalový brankář a bývalý mládežnický reprezentant.

## Klubová kariéra
Juraj Baláž působil na Slovensku v klubech FC Nitra, FC Spartak Trnava, FC Senec, OŠK Slovenský Grob, FC Neded, MFK Topvar Topoľčany, v České republice v FK Tatran Prachatice a FK Spartak MAS Sezimovo Ústí a v Polsku v letech 2009–2013 v klubu Polonia Bytom.
V únoru 2013 se vrátil na Slovensko, přestoupil do druholigového celku FO ŽP ŠPORT Podbrezová, se kterým na konci sezony 2013/14 slavil postup do 1. slovenské ligy. V lednu 2016 v klubu skončil.

## Reprezentační kariéra
Byl členem slovenských reprezentačních výběrů U16 až U20.